# 宋金川陕争夺战
宋金川陕争夺战，是宋金战争的一部分，最后宋军退出陕西，守住川口，而陕西划归金国。

## 背景
靖康二年（1127年），金军攻占北宋首都汴梁城（今河南开封），俘虏宋朝的两个皇帝宋徽宗和宋钦宗，发生了著名了“靖康之变”。徽宗九子康王赵构于在陪都南京应天府（今河南商丘）即位，南宋建立。赵构是为宋高宗，改元建炎。
高宗在位初期年轻力壮，有意抗金，收复河山，重用主战派，以李纲、宗泽为相镇守汴京。曾多次大败金兵，令局面稍为稳定。但是，后来高宗没有对抗金朝的决心，听信主和派的建议罢免了李纲、宗泽等人。高宗南逃扬州，不久宗泽亦忧愤而死。
后来金兀朮挥军南下，提出要“搜山检海捉赵构”。高宗南逃至杭州，把杭州升为临安府，以备日后建都。金兀朮继续挥军南下，高宗无路可逃，只得入海逃避，在温州沿海漂泊了四个月之久。
由于南方气候潮湿河道纵横，再加上南宋军民的英勇抗战，金主帅完颜兀术撤兵北返。在北撤镇江府时，被宋检校少保、武胜军，昭庆军节度使、兩浙西路制置使韩世忠截断退路，被逼入黄天荡。宋军以八千兵力围困金兵十万之众，竟相持四十八日，最后金军用火攻才打开缺口，得以北撤；途中又在建康府被武德大夫、英州刺史、淮南宣抚司统制岳飞打败，从此金人不敢轻言渡江。兀术从江南回军之后，金国决定改变直接南下攻宋的路线，首攻川陕西，迂回包抄。
建炎四年（1130年），知枢密院事张浚认为中兴应当自关陕开始，考虑金人也许会先入陕取蜀，则东南不可保，所以请行为川、陕宣抚处置使。既抵兴元府，金兵已取鄜延路，金将娄宿孛堇引大兵渡渭水，攻永兴軍，宋将都按兵不动，不肯相援。而张浚得知康州防御使、泾原路经略安抚使曲端在西军中素有威望，欲委以重任，但曲端與张浚在對金作戰的看法上有分歧，以致埋下祸根。

## 陕州之战
陕州守将武节郎、阁门宣赞舍人、知陝州事李彦仙修葺城池，屯兵积粮，汇合四周义军，洛阳，晋南等地的民兵也收其节制。李彦仙在守城期间还派出义军屡次渡河偷袭金军，史称“民皆阳从金，而阴归彦仙。金人必欲下陕州，然后专力西向。”
建炎三年（1129年）底，陕西金军主将完颜娄室汇合诸路金军围攻陕州。当时陕州守将为李彦仙，李彦仙遣使向张浚求援，提出撤出陕州，避实就虚，扼守山险。但张浚没有同意这一方法，要李彦仙死守，命令去曲端救援。但是曲端认为陕州的金兵围攻之下难以守住，自陕西增援难以成功，且援军有被金军灭掉的危险，故为保存实力，按兵不动。
完颜娄室久攻不下，就把金军分为十队，使用鹅车、天桥、火车、冲车等多种攻城器械轮番进攻。金军“以一军攻击，一日不下则歇泊，次日别轮一军攻一日，十军轮作十日攻击，如不下次日聚十军并攻一日，如是者凡三十三日，必要破城。攻击之法，攻具毕施，其不当攻具者，皆背负云梯，手执刀斧、弓箭，每队以鼓在前，击鼓一声，则进行一步，毁渡濠池，鼓声渐促，莫不争先疾趋，并力齐登，死伤者虽满地，而不敢反顾。”
陕州城中将士在李彦仙的指挥下坚持到次年正月，大小两百余战，前后毙伤金军数万人。建炎四年（1130年）正月十四日，陕州城弹尽粮绝，死伤满营，终于被金军攻陷。李彦仙等人突围至黄河北岸，得知金兵在陕州城中“大纵屠戮”，恨曰：“金人所以杀戮过当者，以我坚守不下故也，我何面目复见世人乎！”愤而投河自尽，年仅36岁。

## 彭原店之战
金军占领陕州之后，直逼潼关。右武大夫、忠州刺史、泾原路马步军副总管吴玠与統制官张中孚、李彦琪等，奉川陝宣抚处置使司都统制曲端之命抗击于彭原店，曲端则拥大军屯驻于后方的宜禄。三月，金将撒离喝挥军来攻，吴玠居高临下，殊死一战，仰攻的金军伤亡惨重，不支败走。撒离喝「惧自泣」，金军中目为啼哭郎君。
不久，完颜娄室挥军再战，在金军再次攻击下，吴玠所部前军稍有退却，曲端不但不进兵支援，反而立即退往泾州（今甘肃泾川），吴玠遂战败。金军乘胜进占邠州（今陕西彬县），在进行烧杀后又退走。其实，曲端并没有直接参加或指挥作战，可能只是听到部下报告此战的激烈情况，即被吓破了胆，反以吴玠违背他的节制，而将吴玠降为武显大夫、知怀德军事。不久，张浚即復吴玠原官職，改秦凤路馬步軍副总管兼知凤翔府事、轉忠州防禦使、权永興軍路经略安抚司公事。而曲端和吴玠也因此反目成仇。

## 富平之战
彭家店之战之后，张浚不顾众人反对，执意调动陕西五路宋军，在富平要与金军展开会战。
战前曲端上首曰：“不然，兵法先较彼己，必先计吾不可胜与敌之可胜。今敌可胜只罗索孤军一事，然彼兵伎之习，战士之锐，分合之熟，无异前日；我不可胜亦止合五路之兵一事，然将帅移易，士不素练，兵将未尝相识，所以待敌者亦未见有大异于前日。万一轻举，脱不如意，虽有智者，无以善其后。又，自敌入犯，因粮于我，彼去来自如，而我自救不暇，是以我常为客，彼常为主。今当反之，精练士卒，按兵据险，使我常有不可胜之势，然后徐出偏师，俾出必有所获。彼所谓关中陆海者，春不得耕，秋不得获，则必取粮于河东，是我为主，彼为客，不一二年必自困弊，因而乘之，可一举灭矣！” 曲端对敌我双方的力量的判断是正确的，虽然陕西五路的宋军合在一起有二十万之众，在数量上占据了绝对优势，但宋兵的战斗力与金兵尚有很大差距。但是张浚不听，并以彭原店之战失败为由罢去曲端的职务。
建炎四年（1130年）九月，张浚集结熙河路经略使刘锡、秦凤路经略使孙偓、泾原路经略使刘锜、永兴軍路經略使吴玠、环庆路经略使赵哲五路兵馬移师富平（今属陕西），以刘锡为都統制迎击金军。
当时宋军调用西军几乎全部兵力，步兵十余万，骑兵六七万，号称四十万，对金军有绝对优势。战前吴提议曰：“兵以利动，地势不利，将何以战？宜徙据高阜，使敌马冲突，吾足以御之。”秦凤路提点刑狱公事郭浩亦曰：“敌未可争锋，当分地守之，以待其弊。”诸将皆曰：“我师数倍于敌，又前阻苇泽，敌有骑不得施，何用他徙！”
金将完颜娄室亲率数十骑来视察宋军曰：“人虽多，壁垒不固，千疮万孔，极易破耳。”
金军统帅完颜宗辅以完颜娄室为左翼，完颜宗弼为右翼，攻向宋军。完颜娄室亲选三千精骑，令扎哈贝勒率之，囊土逾淖，径赴乡民小寨，乡民奔乱不止，践寨而入，诸军惊乱，遂薄宋军。宋军在刘锡的率领之下奋勇应战，刘锜身先士卒，杀获颇多。战斗中，完颜宗弼身陷重围，部将韩常眼睛被宋军弓箭射中，韩常大怒，拔下箭矢，一时间鲜血淋漓，韩常用泥土覆盖创口，然后跃马继续作战，金将完颜娄室找到了宋军的薄弱处——赵哲统率的宋军，于是以其所率的所有精锐骑兵冲击赵哲军，其餘四部不及援救，赵哲先逃，赵哲军一触即溃，娄室与宗弼合兵掩杀，金军士气大振，致使南宋十多万大军顷刻间土崩瓦解。金军乘胜追击，以少胜多，取得了富平之战的胜利。
富平之战，宋军失利。张浚退驻兴州，斩赵哲，招集散亡，仍有十萬餘人。命吴玠聚兵扼险于凤翔之和尚原、大散关，以断敌来路。命榮州防禦使、熙河路馬步軍副總管關師古率部屯駐岷州大潭，孙偓、賈世方收集潰兵，屯駐階成鳳三州以保障四川安全。张浚上书待罪，宋高宗手诏慰勉，没有追究。而吴玠推波助澜，以谋反的罪名将曲端交由康随审问。绍兴元年，因酷刑死于恭州，年仅41岁。曲端死后，陕西士大夫莫不惜之，军民亦皆怅怅，有叛去者。张浚寻得罪，追复端宣州观察使，谥壮湣。

## 和尚原之战
富平之战后，宋军大败，张浚率领残兵败将退守秦州，再退至兴州，最后退到阆中，才脱离险境。建炎四年（1130年）十一月，金军再次来攻，进逼四川，和尚原成为金军入川的关键点。
吴玠自富平之战之后收拢残兵败将，屯兵积粮为死守计。吴玠军兵力弱，又与张浚不通音讯，有人劝说吴玠退守汉中，扼守入蜀之路，吴玠毅然说：“我保此，敌决不敢越我而进，此即所以保蜀也。”吴氏兄弟歃血为盟，勉以忠义，将士感泣，誓死抗敌。号称「吳家军」。
绍兴元年三月，金将没立首攻受挫，五月出凤翔（今陕西宝鸡），又与乌鲁、折合二将分兵并进，出大散关，屯兵北上，企图夹击和尚原。初八，乌鲁、折合率军先至和尚原北，但和尚原一带路多窄隘，怪石壁立，金军的骑兵至此寸步难行，进入路狭多石的山谷下马步行时，吴玠挥兵奋战，金军败，退到黄牛一带，遇大风雨，士气大减。三日后，没立攻箭筈关（今陕西千阳南），企图南下接应乌鲁、折合，又被吴玠部将武显郎杨政所击退。戰後，宋廷論功行賞，吳玠授明州觀察使，吳璘為武德大夫、康州團練使、賜金帶、擢秦凤路兵马都钤辖，节制和尚原军马。
1131年冬，金軍元帥左監軍兀朮亲自领兵軍十萬攻打和尚原，明州观察使、陕西诸路都统制吴玠凭险据守，金军久攻不下，于是退军，这时候宋军伏兵四起，金军且战且退。退了三十里，即将离开和尚原谷口的时候，宋军在谷口列阵，金军迎面撞上，大败。兀术“剃其须髯而去，中流矢其二，僅以身免”，麾下将士死伤大半。兀朮回到燕京，新任统帅撒离喝屯兵凤翔府，与宋军对峙，却不敢轻易进攻。

## 饶凤关之战
和尚原之战以后，镇西军节度使吴玠让其弟泾原路马步军副总管、荣州防御使吴璘驻守和尚原，王彦守金州，自己率主力移屯河池（今甘肃徽县）。绍兴三年（1133年）正月，金將撒离喝攻佔了金州（今陕西安康），直逼宋军在川陕的桥头堡兴元府（今陕西汉中）。寶文閣直學士、利州路經略使、知兴元府事刘子羽遣使告急，同时派兵扼守兴元府的屏障饶风关（在今陕西石泉西）。吴玠亲率数千精骑，由河池日驰三百里救援饶风关，令撒离喝大惊失色说：“来得怎么这么快！”撒离喝指挥仰攻，宋军强弩齐发，乱石摧压。双方鏖战六昼夜，金军尸积如山，不能得逞。撒离喝募集死士，从险道绕至饶风关之上，居高临下，打败了宋军，夺得了饶风关。
吴玠退保仙人关（在今甘肃徽县东南），防止金兵由凤翔入蜀。刘子羽则率三百士兵死守三泉（今陕西宁强西北），以保蜀口。撒离喝虽一度占领汉中，进窥蜀口，但孤军深入，补给困难，更兼瘟疫流行，王彦收复了金州，形成关门打狗之势，只得被迫放弃汉中。饶风关之战，金军虽胜而不胜，宋军虽败而不败。

## 仙人关之战
饶风关之战以后，吴玠调整防御策略，加强了仙人关的战备，以便在和尚原失手的情况下，另有一道阻碍金兵入蜀的铜墙铁壁。他在仙人关修筑了名为“杀金坪”的营垒，并采纳其弟吴璘的建议，在其后再建一道隘砦。这年岁末，兀术再次攻蜀，志在必得，命将领们带上家眷，准备入蜀后作久居之计。在金军猛攻下，和尚原失守，吴璘率军转移，退守川口。
绍兴四年（1134年）二月，金軍元帥左都監完颜宗弼與陝西經略使撒離喝、偽齊四川招撫使劉夔指挥十万金、偽齊聯軍攻打仙人关。吴玠遣士兵万余人守杀金坪，以挫金兵锐气。并接受吴璘的建议，在杀金坪后面构筑第二道防线，以防万一。吴璘获知金兵攻击仙人关，率精兵由七方关“倍道”增援，与金兵转战七昼夜，始得与驻守仙人关的吴玠军会合。三月，金军首先攻打吴玠所部，被击退。于是转攻沙金平，用云梯攻打吴玠军的营垒，明州觀察使杨政用撞竿摧毁云梯，以长矛刺金兵。但金兵凭借人数优势，猛攻不息，冲动宋军阵脚。吴璘拔刀划地，对诸将道：“死则死此，退者斩！”杨政也表示此为四川门户，宁死不可失守，由此坚定军心。金人分军为两支，兀朮统军列阵与东，韩常率一军列阵与西，左右夹击宋军。吴璘率敢死队冲入金人二军之间，“左萦右绕，随机而发”。
血战时久，宋军不能支撑，被迫退守第二道防线。此时金军援军到来，吴璘命“驻队矢”轮射，箭下如雨，金兵伤亡惨重。“死者层积，敌践而登。”在阵后督军的撒离喝大喜道：“吾得之矣！”但还是被宋军阻击。次日，金兵进攻宋军营垒西北角楼，宋将武功郎姚仲登楼酣战，激战中“楼倾，以帛为绳，挽以复正”；金人用火攻打楼。宋军以“酒缶扑灭之”。吴玠及时派遣郢州防禦使、利州路馬步軍副總管、统领田晟率军突入金阵，以长刀左右击杀。相持到夜晚，宋军“明炬四山，震鼓动地。布火四山，大震鼓随之。”第三日，吴玠反击，遣右军统领王庆及王武等诸将分紫白旗杀入金营，金兵惊溃，金将韩常左目被射中，金兵不能支，遂引兵宵遁。右军统制张彦劫横山寨，斩千馀级，吴玠遣统制官王浚设伏河池，扼其归路，又败之。吴玠趁胜收复凤、秦、陇等州。

## 吴璘守护川蜀
戰後，吳玠除川陕宣抚副使，拜检校少师、奉宁军，保定军节度使。绍兴五年（1135年）十二月，吴玠所部编为右护军，定国军承宣使吴璘任统制，六年，吴玠兼营田大使。行营护军常例不设都统制，右护军由四川宣抚使吴玠直接统辖。绍兴九年（1139年）春，吴玠病重，无力统辖军队，任命吴璘为都统制以统辖右护军。六月，吴玠病死，吴璘繼領右护军。
当时宋金议和，金归还陕西，吴璘兼任秦凤路经略安抚使、知秦州事，吴璘认为此次和议不稳固，为防金朝反复无常，只以牙校三队前往秦州，主力仍固守原地。绍兴十年五月，金毁约攻入陕西，占领永兴军等地，右护军近一半因出戍而被隔绝在陕北，吴璘被任命为同节制陕西诸路军马以统领陕西宋军抗金。六月，几乎与昌州观察使、枢密院副都承旨、沿淮制置使、東京副留守刘锜保卫顺昌之战的同时，吴璘与武康军承宣使、川陕宣抚使司都统制杨政，彰武军承宣使、枢密院都统制郭浩等与西线金军主将撤离喝大战于凤翔府、扶风，宋军攻占扶风，又大败撒离喝于凤翔城西百通坊，隔在陕北的右护军得以撤回川陕边境。戰後，吴璘、楊政、郭浩以功建节，拜镇西军节度使、武當軍節度使、奉國軍節度使，共授侍衛親軍步軍司都虞候。绍兴十一年九月，吴璘又攻占秦州，大败金兵于秦州北的剡家湾，收复陕北一些州县，声振关中。

## 结果
1142年宋金签订“绍兴和议”，将陕西划归金国，宋金边界由东到西为淮河到大散关，吴璘等奉命退兵，新复诸地重又划归金朝，至此宋金川陕争夺战结束。